# 第一電子工業
第一電子工業株式会社（だいいちでんしこうぎょう）は、株式会社フジクラ傘下のコネクタの総合メーカー。

## 概要
第一電子工業は、多様なコネクタの開発、製造、販売を行うコネクタ専業メーカーである。携帯電話向け、特にスマートフォン向けやタブレット型PC用コネクタを主力に展開。資本的にはフジクラグループの一員で、電気/電子機器・情報/通信機器・精密機器メーカーに主要顧客を持つ。
[ 事業内容 ]
- 多極コネクタ全般 (丸形、角形、プリント基板用、FRC用)
- 同軸コネクタ全般 （N形、BNC形、その他)
- 光通信用コネクタ全般
- その他各種コネクタ

## 沿革
- 1963年10月 - フジクラ、岩崎通信機、アンフェノール・コーポレーション(米国)など5社による合弁会社として資本金2億5,000万円で設立。同時にアンフェノール・コーポレーション(米国)と技術提携。
- 1964年2月 - 東京都渋谷区代々木3-20の東京工場においてコネクタの製造・販売を開始。
- 1967年9月 - 栃木県真岡市松山町の工業団地に真岡工場を開設。
- 1978年11月 - 技術部門を真岡工場に移転統合。
- 1987年6月 - アンフェノール・コーポレーション(米国)との合弁関係を解消。
- 1988年1月 - DDK (Thailand) Ltd.設立。
- 1994年7月 - 真岡事業所 ISO9001認定取得。
- 1996年11月 - DDK (Thailand) Ltd. ISO9001認定取得。
- 1999年9月 - DDK (Thailand) Ltd. ISO14001認証取得。
- 1999年11月 - 真岡事業所 ISO14001認証取得。
- 2001年3月 - 第一電子工業(昆山)有限公司設立。
- 2004年4月 - 東京事務所を江東区木場に移転。大阪支店、名古屋支店、金沢営業所、福岡営業所をフジクラに統合。
- 2004年8月 - 第一電子工業（上海）有限公司設立。
- 2006年4・5月 - 第一電子工業（上海）有限公司 ISO9001 / ISO14001認証取得。
- 2006年6月 - 第一電子工業(昆山)有限公司を第一電子工業（上海）有限公司に統合。
- 2007年8月 - DDK Vitnam LTD. 設立。
- 2011年9月 - DDK Vitnam LTD. ISO9001認定取得。

## 事業所
- 本社・営業部 - 東京都江東区木場1-5-1
- 真岡事業所 - 栃木県真岡市松山町14
- 支店・営業所 - 大阪、名古屋

## 海外拠点
- タイ - DDK（Thailand） Ltd.　/　Fujikura Electronics（Thailand） Ltd.
- 中国 - DDK（shanghai）CO.,Ltd
- ベトナム - DDK Vitnam Ltd.
- 米国 - Fujikura America,Inc. DDK Connector Division
- 香港 - Fujikura Hong Kong Ltd. DDK Connector Division

## 主要取引先
| - 日立製作所 - 東芝 - 三菱電機 - パナソニック - 富士通 | - 日本電気 - 沖電気工業 - セイコーエプソン - 日本アイ・ビー・エム - 日本ヒューレット・パッカード | - キヤノン - カシオ計算機 - フジクラ - 岩崎通信機、他（順不同・敬称略） |  |